# Telete
Telete (in greco antico: Τέλης?, Télēs; Megara Nisea, ... – dopo il 241 a.C.) è stato un filosofo greco antico.

## Biografia
Telete fu di origine megarese : cinico e forse maestro di scuola, come appare dall'intento volgarizzatore dei suoi scritti .  
Avrebbe scritto poco dopo la metà del III secolo a.C., come evidente dai riferimenti ad alcuni personaggi che nomina come suoi contemporanei: il primo, Cremonide, esiliato dopo la caduta di Atene nel 261 a.C. e Ippomedonte, che fu intimo amico del re spartano Agide IV  e che probabilmente andò in esilio dopo la morte di Agide nel 241.

## LeDiatribe
Non ci restano opere complete di Telete, ma sono pervenuti 8 estratti, piuttosto estesi, dalle sue Diatribe, riportati nell'Antologia di Stobeo: essi riguardano l'Essere e l'opinione, l'autarchia, l'esilio, la povertà e la ricchezza (2 diatribe), le vicissitudini, contro l'edonismo di cirenaici ed epicurei, l'apatia (per un totale di 62 pagine). Si tratta, in effetti, di temi tipicamente cinici.
Sebbene tutti gli studi concordino, generalmente, nell'affermare la scarsa, se non nulla, originalità di Telete sia a livello letterario che filosofico, l'importanza di questi resti è notevole per ricostruire gli aspetti del primo cinismo, direttamente originato dagli scritti di Antistene e Diogene di Sinope.